# Joe Cannon
Joseph Cannon (* 1. Januar 1975 in Sun Valley, Idaho) ist ein ehemaliger US-amerikanischer Fußballspieler.

## Karriere
Cannon spielte bis 1997 für die College-Mannschaft der University of California in Santa Barbara. Anschließend wurde er nicht von Major-League-Soccer-Mannschaft gedraftet und wechselte deshalb zu San Diego Flash in die damalige A-League. Nach einer Saison wechselte er zu den San José Earthquakes in die MLS.
Aufgrund einer Verletzung des bisherigen Stammtorhüters David Kramer, spielte Cannon acht Saisonspiele der Saison 1999 von Beginn an. Aufgrund seiner Leistung blieb er Stammtorhüter der Mannschaft und gewann 2001 MLS Cup. 2002 wurde er zum MLS Goalkeeper of the Year ernannt.
Anfang 2003 wechselte Cannon zum RC Lens nach Frankreich. Er konnte sich dort aber nicht durchsetzen und kehrte im Sommer 2003 in die USA zurück. Die Earthquakes gaben die Spielerrechte an die Colorado Rapids ab.
Aufgrund der starken Leistung von Scott Garlick musste Cannon erst auf der Bank sitzen. Trainer Tim Hankinson setzte Cannon aber in den Play-offs ein. Als Garlick dann am Ende der Saison zu Dallas Burn wechselte, erhielt Cannon seinen Stammplatz. In der Saison 2004 war Cannon einer besten Torhüter der MLS. Er gewann seinen zweiten Goalkeeper of the Year Award und wurde auch in die MLS Best XI berufen.
Am 1. Dezember 2006 wurde er zur LA Galaxy transferiert. Die Rapids erhielten hierfür die Spieler Hérculez Gómez und Ugo Ihemelu. Sein Debüt für die Kalifornier gab er am 8. April 2007. Anfang Januar wechselte er für eine Ablösesumme zurück zu den San Jose Earthquakes. Auch hier spielte er eine sehr gute Saison und konnte vier von sechs Elfmetern halten. Im MLS Expansion Draft 2010 wurde er von den Vancouver Whitecaps ausgewählt, wo er seit der Saison 2011 spielt. Am Ende der Saison 2013 beendete er seine Karriere als Fußballspieler.
Cannons Vater ist Kanadier, somit hätte er auch für die kanadische Fußballnationalmannschaft auflaufen können. Er entschied sich aber für die USA und gab sein Debüt am 8. Juni 2003 gegen Neuseeland.

## Weiterer Werdegang
Aktuell arbeitet er als Kommentator für die Spiele der San José Earthquakes für den Radiosender KLIV.

## Erfolge
- MLS Goalkeeper of the Year: 2002, 2004